# Šách

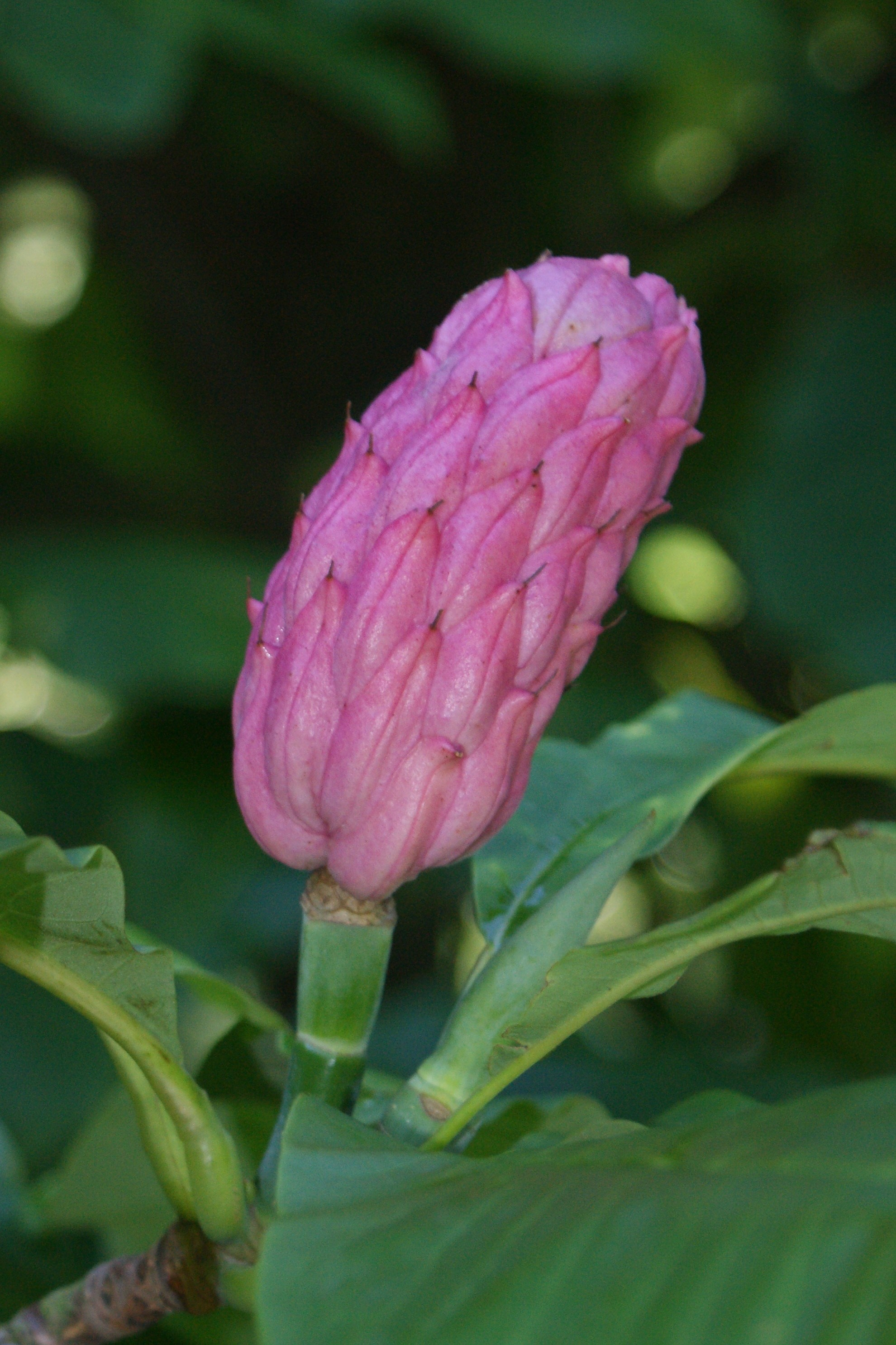
Šách šácholanu tříplátečného

Šách je souplodí dřevnatějících měchýřků, známé u šácholanu (Magnolia) z čeledi šácholanovité. Tento typ souplodí je v odborné morfologické terminologii nazýván follicetum, pukají-li měchýřky jen jedním švem, případně coccetum, pokud pukají hřbetním i břišním švem.

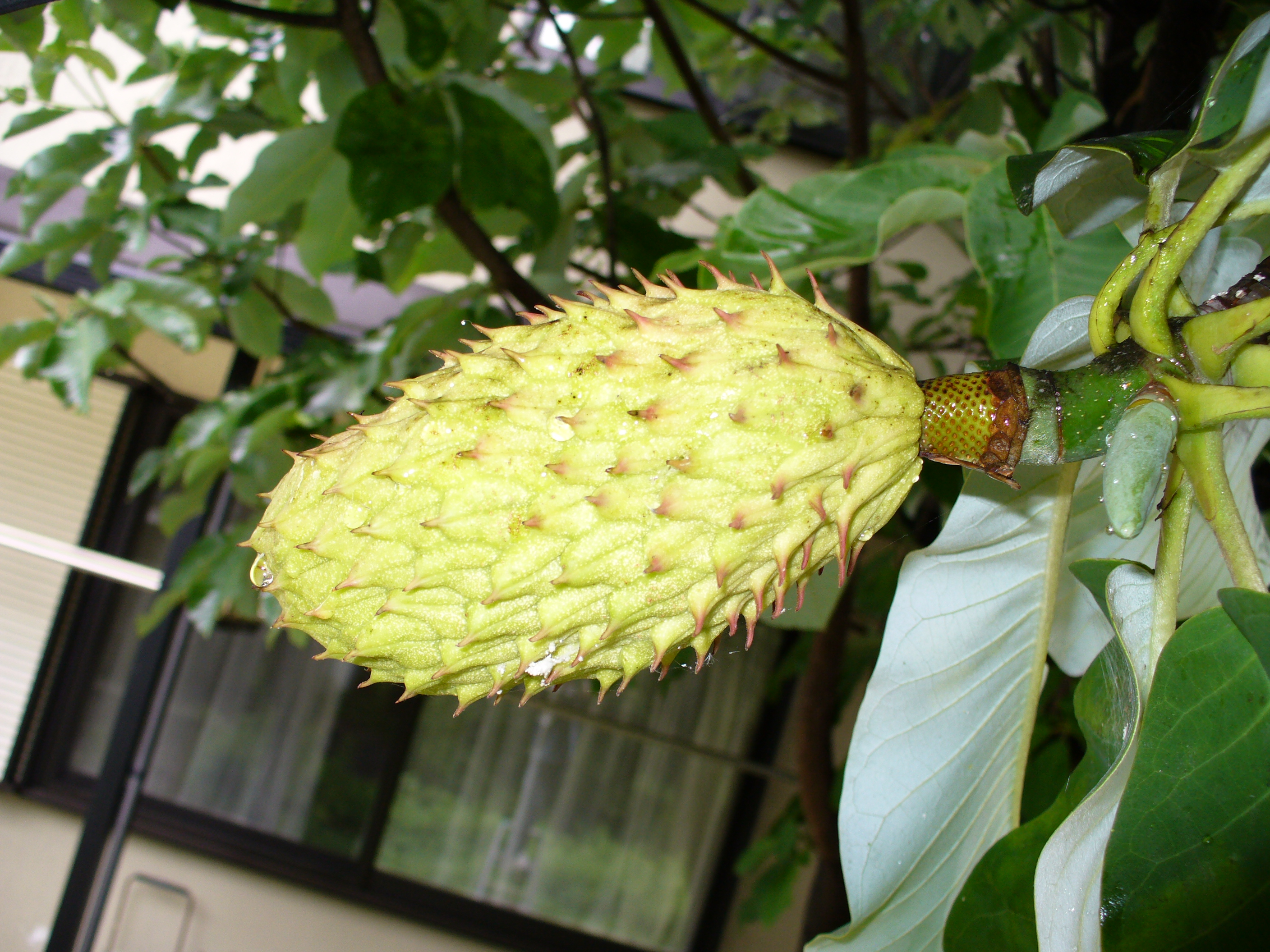
Rozměrný šách šácholanu obvejčitého
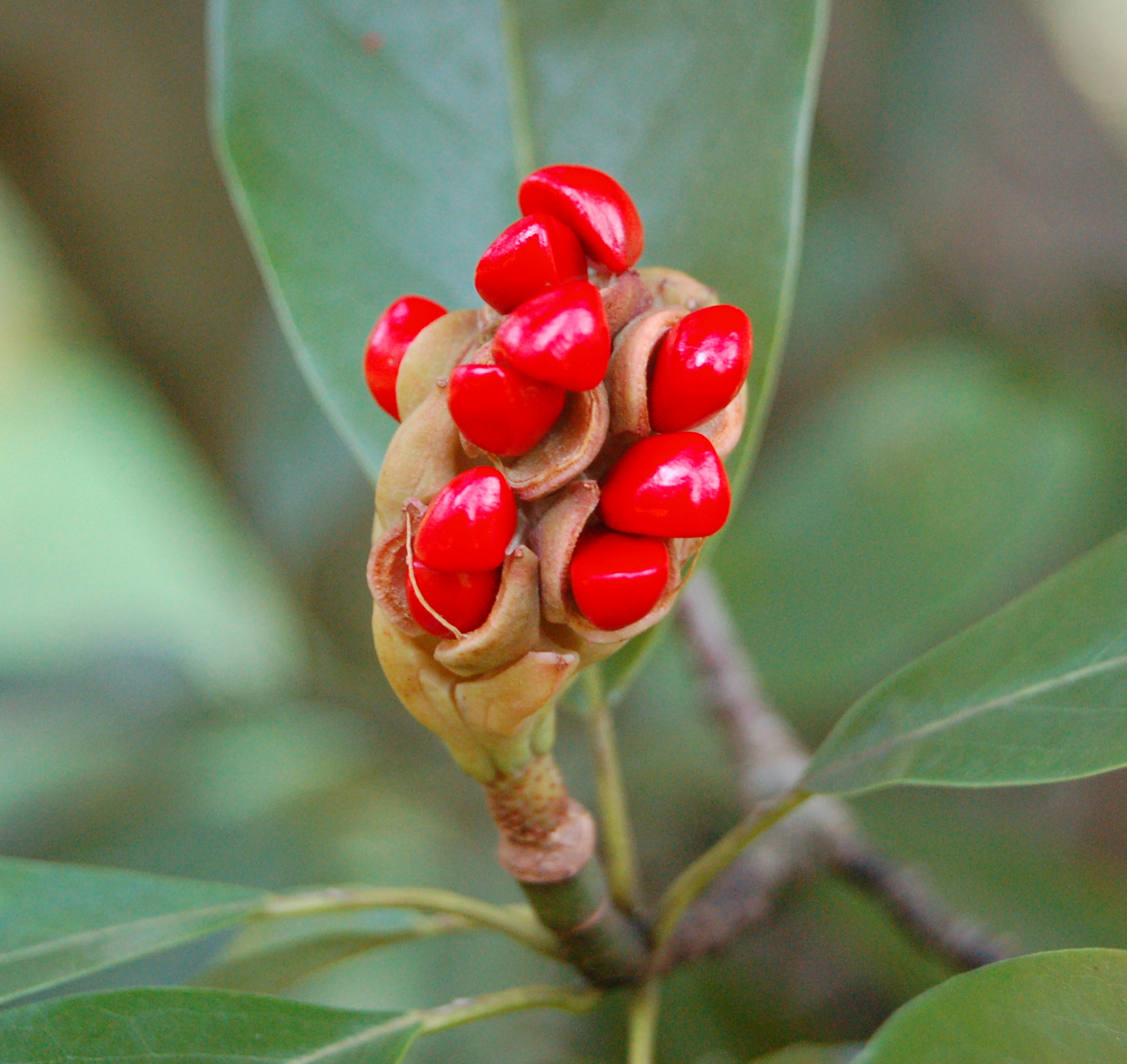
Šách šácholanu viržinského se semeny obalenými zářivě červeným míškem
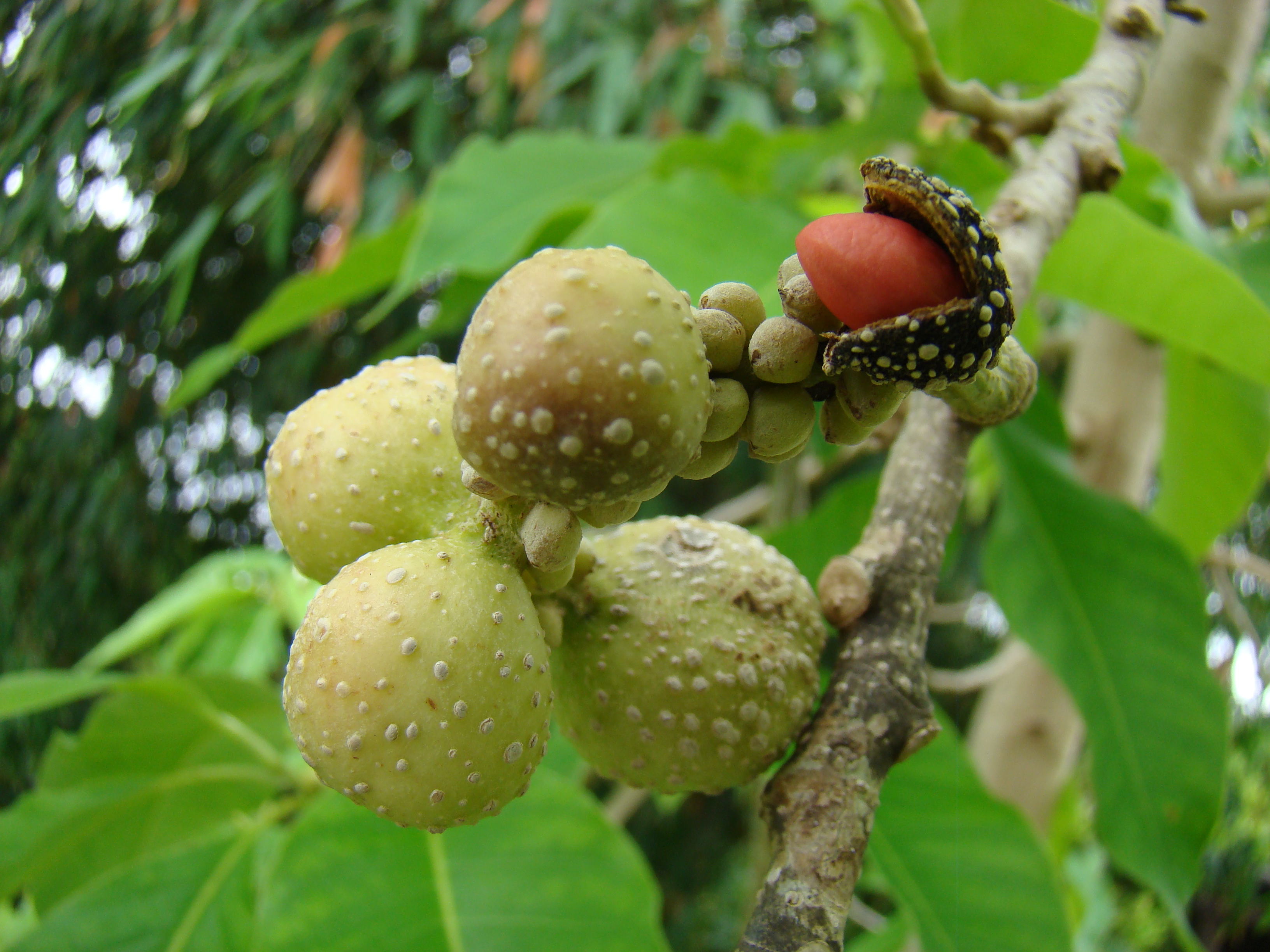
Bizarně utvářený šách Magnolia (Michelia) champaca